# Jerzy Ogórczyk
Jerzy Ogórczyk (ur. 8 lutego 1937 w Katowicach, zm. 8 kwietnia 2012) w Nürtingen – polski hokeista, olimpijczyk.
Środkowy napastnik, wychowanek klubu Siła Giszowiec, od 1950 zawodnik Górnika Katowice, a w latach 1961–1966 Baildonu Katowice. Dwukrotny mistrz Polski w latach 1958, 1960 (w 1960 był strzelcem zwycięskiego gola w decydującym wyjazdowym meczu z Legią Warszawa, zakończonym wynikiem 1:0) oraz czterokrotny wicemistrz. W lidze polskiej rozegrał 289 meczów zdobywając w nich 127 bramek. Jego pożegnanie jako zawodnika miało miejsce przed meczem ligowym Baildon-GKS Katowice 15 listopada 1969.
W reprezentacji Polski wystąpił 51 razy zdobywając 8 bramek. Uczestnik Igrzysk Olimpijskich w Innsbrucku w 1964 oraz trzech turniejów o mistrzostwo świata (1958, 1959, 1963).